# Richard Byrd
Richard Evelyn Byrd, Jr.  (Winchester, 25 de outubro de 1888 – Boston, 11 de março de 1957) foi um almirante da Marinha dos Estados Unidos, como oficial naval foi um especialista em explorações. Recebeu a Medalha de Honra, a condecoração mais elevada dada pelos Estados Unidos da América, e foi um pioneiro da aviação, exploração polar e organização logística de expedições polares. Voos em que serviu como navegador e líder de expedição cruzaram o Oceano Atlântico, um segmento do Oceano Ártico e um segmento da Antártida. Byrd alegou que suas expedições foram as primeiras a alcançar tanto o Polo Sul quanto o Polo Norte pelo ar. No entanto, a afirmação de ter chegado ao Polo Norte é contestada.

## Família

### Descendência
Byrd nasceu em Winchester, Virginia, filho de Esther Bolling e Richard Evelyn Byrd, Sr. Ele foi descendente de uma das primeiras famílias da Virgínia. Entre seus ancestrais estão John Rolfe e sua esposa Pocahontas, William Byrd II, que fundou Richmond, e Robert "King" Carter, um governador colonial. Foi irmão do governador da Virgínia e senador Harry F. Byrd, figura importante do Partido Democrático da Virgínia entre os anos 1920 e 1960.

### Casamento
Em 20 de Janeiro de 1915, Byrd casou-se com Marie Donaldson Ames. Anos depois ele nomearia uma região da Antártida descoberta por ele como Marie Byrd Land em sua homenagem. Eles tiveram quatro filhos – Richard Evelyn Byrd III, Evelyn Bolling Byrd Clarke, Katharine Agnes Byrd Breyer e Helen Byrd Stabler. Por volta de 1924 sua família mudou-se para Boston, onde residiu pelo resto de sua vida.

## Educação
Cursou a Academia Naval dos Estados Unidos em Annapolis, obtendo o seu brevê em 1916. Frequentou a escola de voo da Marinha e ao final da Primeira Grande Guerra comandou uma unidade aérea na Nova Escócia. Iniciou as atividades que o tornariam famoso na expedição de D. B. MacMillan à Groenlândia em 1924 e sobrevoou o Polo Norte com o piloto Floyd Bennett em 1926.

## Período na Marinha
Em 8 de junho de 1912, Byrd graduou-se na Academia Naval e foi comissionado como porta-bandeira na Marinha americana. Em 14 de Julho de 1912, ele foi atribuído ao navio de batalha USS Wyoming e posteriormente ao USS Dolphin, estando em serviço na intervenção americana em Veracruz, Mexico no ano de 1914.
Em 15 de março de 1916, Byrd foi aposentado por razões médicas após uma lesão que sofreu a bordo do Dolphin. Ele foi imediatamente promovido a tenente e designado como inspetor e instrutor da Milícia Naval de Rhode Island em Providence, Rhode Island. Em 14 de Dezembro de 1916 ele foi comissionado como comandante na Milícia Naval de Rhode Island. Em 25 de Abril de 1928 ele foi promovido a capitão em reconhecimento de seu voo ao Polo Norte em 1926.

### Antártica

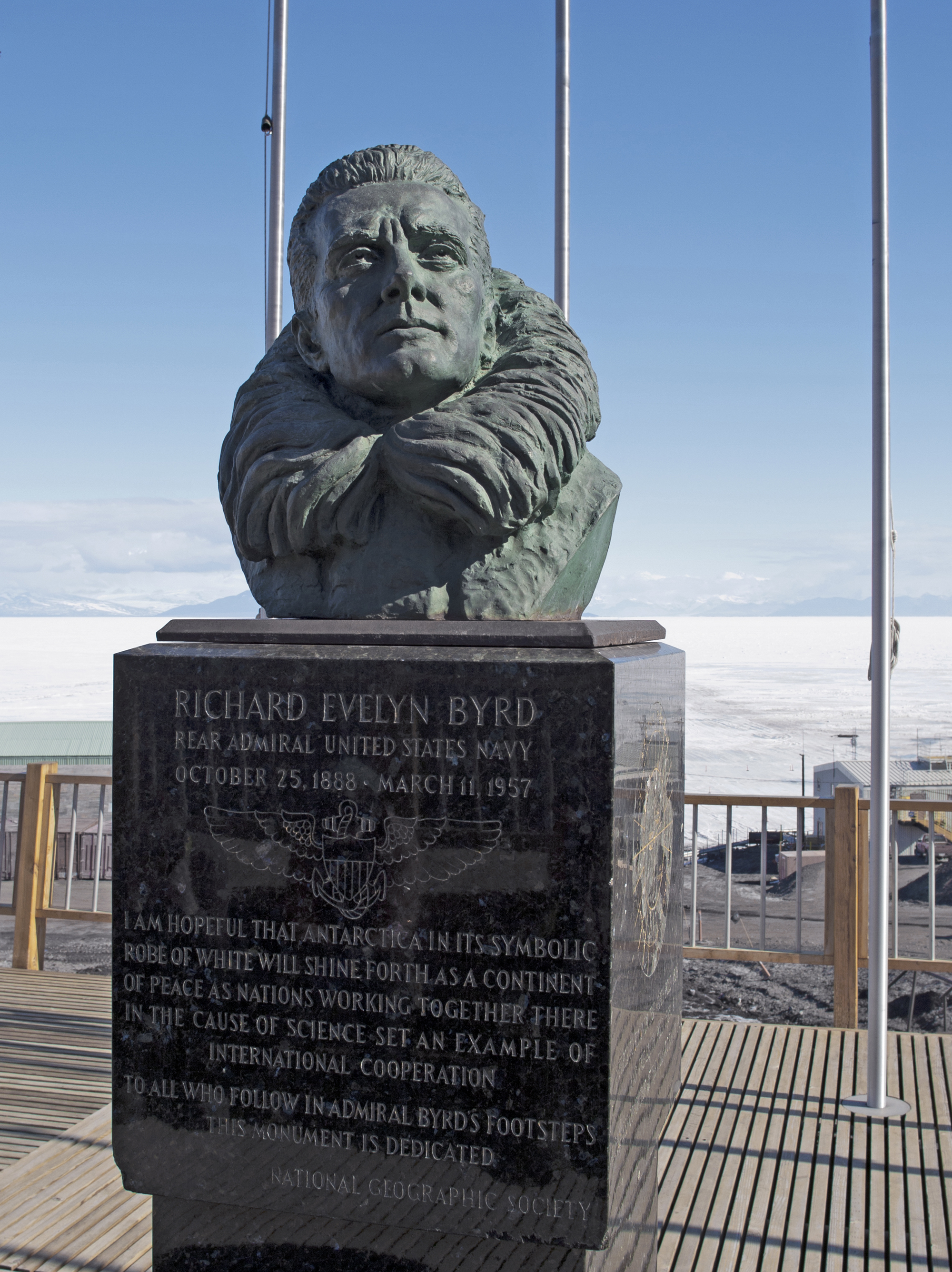
Busto em homenagem a Byrd.

Seu maior prestígio veio quando o mesmo organizou uma expedição científica de exploração da Antártica, nas proximidades do Polo Sul. Passou o inverno voando a identificar vários pontos do território e em 1928, fundou a base Little America, na Baía das Baleias. Em voo pilotado por Bernt Balchen voou ao Polo Sul em 1929 e as experiências e conhecimentos adquiridos lhe permitiram as demais viagens ao continente Antártico.
Em 1930, já almirante, retornou à Antártica no comando de uma expedição de 50 homens e entre 1933 e 1934 fez vários sobrevoos no continente, fez diversos experimentos meteorológicos e geológicos e descobriu as montanhas Edsel Ford e a Terra de Marie Byrd. Na sequência, visando estudos meteorológicos, permaneceu cinco meses sozinho em uma tenda, a 198 km ao sul da base Little America. Passou ali a longa noite polar e sua experiência foi descrita em seu livro "Sozinho" (Alone). Em 1946 comandou mais uma grande expedição, com quatro mil homens e muitos recursos materiais. Mapeou o continente gelado e buscou minerais, dentre eles o Urânio.
Foram cinco suas expedições ao continente austral, entre a primeira de 1929 e a última em 1956. Entre 1946 e 1947, levou adiante a grande operação chamada High Jump (Pulo Alto), durante a qual descobriu e cartografou 1 390 000 km² de território antártico. Em 1955 realizou a expedição Deep Freeze também na Antártica, tendo voado pela última vez sobre o polo austral em 1956.

### Outros feitos
Byrd chegou a competir com Charles Lindbergh pela primeira travessia do Atlântico norte, mas um acidente que feriu seu piloto Floyd Bennett o impediu de sobrepujar Lindbergh em 1927. Porém, ainda no mesmo ano, com Balchen como piloto, completou a travessia Nova Iorque - Normandia.
Recebeu diversas medalhas por heroísmo em combate, por suas expedições e descobertas. Participou como piloto de guerra na Segunda Guerra Mundial na Europa e no Pacífico
Foi Rotariano associado ao Rotary Club de Winchester, Virginia, USA.

## Morte
Byrd morreu durante seu sono em 11 de março de 1957, em decorrência de um problema cardíaco, em sua casa em Boston. Ele foi enterrado no Cemitério Nacional de Arlington.